# Enteleki
Enteleki (av grekiskans ἐντελέχεια "förverkligande", "fullkomning") är ett aristoteliskt begrepp och avser ett förverkligande av något som tidigare endast hade en potentiell möjlighet. Enteleki kan syfta på en typ av teleologisk faktor som får ett organiskt väsen att utveckla sig i enlighet med sin egenart.